# 美洲
亚美利加洲（英語：Americas）簡稱美洲，位于西半球，自然地理分为北美洲和南美洲，其中北美洲可进一步划分为北美地区、中美洲（联合国地理方案将墨西哥视为中美洲的一部分）和加勒比地区（西印度群岛）三个地理区域。美洲的总面積達4254.9万平方公里，佔地球地表面积的8.3%、陆地面积的28.4%。人文地理则将之分为盎格鲁美洲（使用英语的国家和地区，一般不包括使用荷蘭語和丹麦语的国家和地区）和拉丁美洲（使用西班牙语、葡萄牙语和法语的国家和地区）。美洲拥有大约10.5亿居民，佔全世界人类总数的13.5%。
美洲早在1万5600年前就有人類足跡，而发现并移民美洲的美洲原住民，迁徙时间至晚约在一万年前。多数原住民已经被欧洲移民有组织屠杀，非現今美洲主要居民。对于欧洲人来说，美洲最初并不为所知，后被航海家哥伦布于1492年发现，並误认为是印度，以致称当地人为印第安人(Indians)流传之今。后以首次提出美洲是新大陆的意大利探险家亚美利哥·韦斯普奇的名字命名，并沿用至今。
最先是西班牙和葡萄牙向美洲移民，后来荷兰、英国、法国也向那里移民。1776年，美洲诞生第一个独立国家──美国。

## 歷史

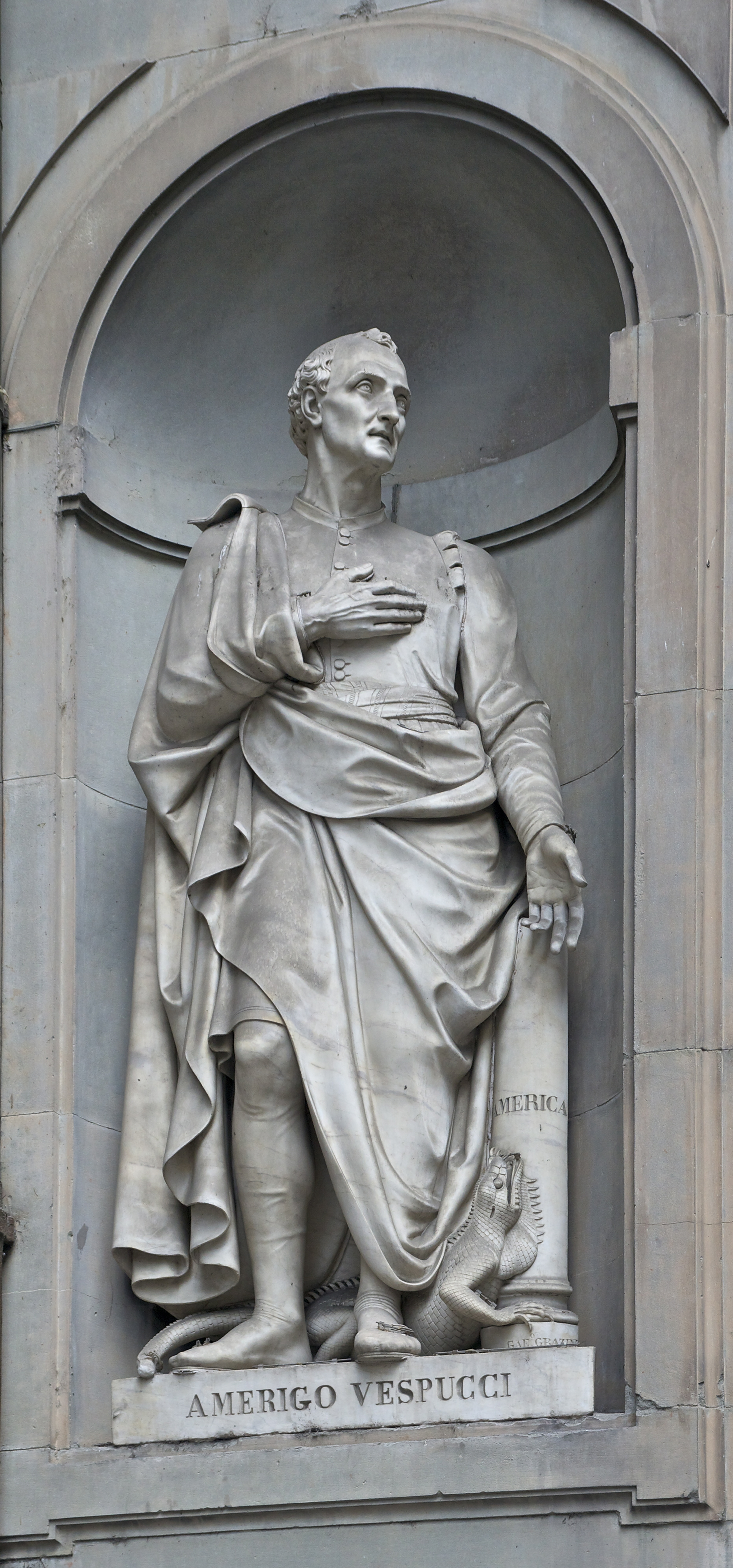
亞美利哥·維斯普奇，烏菲茲美術館

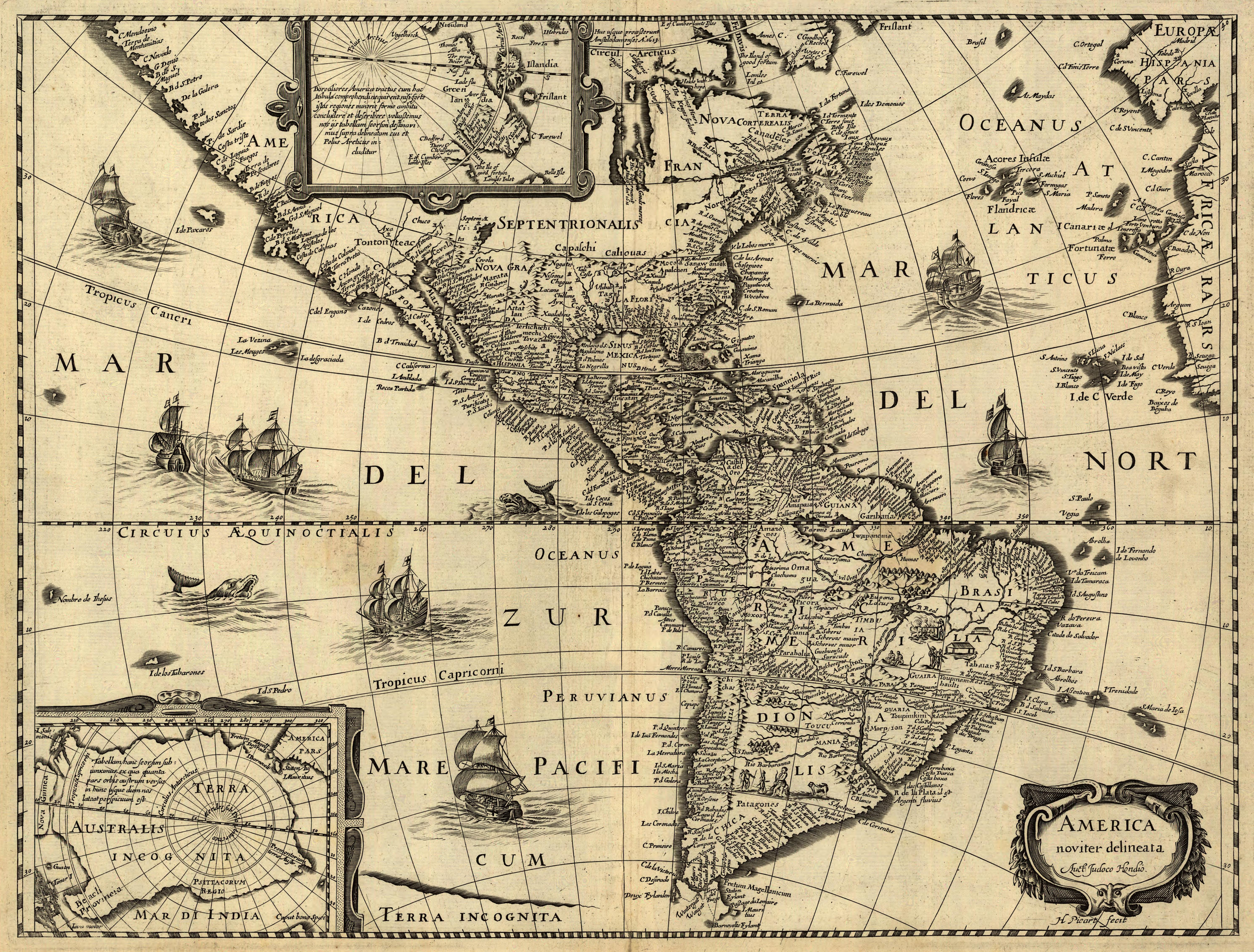
17世紀的美洲地圖

### 大陸的形成
據現代科學家的解釋 ，南美洲是由超大陸岡瓦那大陸西部在大約一億三千五百萬年前分裂而成。大約一千五百萬年前開始，加勒比板塊和太平洋板塊開始碰撞，並在其邊緣形成了一些火山，造成現今的島嶼。

### 美洲人的定居
在智利南部，有一個距今1萬5600年的人類腳印被發現，是美洲發現最古老的人類足跡。考古学家基本得出結論，在公元前一万年左右，美洲已经有广泛定居人口。

### 對歐洲人而言的新發現
1492年航海家哥倫布發現美洲大陸，但意大利探險家亞美利哥·維斯普奇多次申称他曾于1497-1504年间四度远航大西洋，尽管能证实的只有1499年和1501年的两次，他用“新大陆”的名字称呼那些新发现的地区。1507年德国制图师马丁·沃尔德锡姆勒发表地图专著《地图学概论》，用亞美利哥·維斯普奇的拉丁名来称呼哥伦布等探险家到过的地区，美洲的称谓便开始启用并沿用至今。

### 歐洲人殖民美洲
歐洲人陸續進入美洲，一方面带来了美洲原住民无法免疫的疾病，另一面對美洲原住民大屠殺，並紛紛建立歐洲殖民者的國家。

## 地理
美洲最北边陆地是咖啡馆岛，这也是全球最靠北的陆地。最南边的地方是南乔治亚岛和南桑威奇群岛，但这些岛屿也可以算入南极洲。最东边是格陵兰岛山的 Nordostrundingen，最西边是阿图岛。
美洲以两岸山脉中夹广阔平原。西海岸为科迪勒拉山系，在北美洲主要是洛矶山脉，南美洲称为安第斯山脉。北美洲东部还有2300公里的阿巴拉契亞山脈，和北极山系。

## 政区
美洲共有35个国家，其中23个位于北美洲（2个位于北美地区，8个位于中美洲，13个位于加勒比地区），12个位于南美洲。
另外美洲还有25个尚未独立的海外领地，分别属于英国（8个）、法国（6个）、荷兰（6个）、美国（3个）、丹麦（1个）和挪威（1个），其中隶属美国的纳瓦萨岛、隶属英国的南乔治亚和南桑威奇群岛和隶属挪威的布韦岛为无常住居民的荒岛。

## 人口

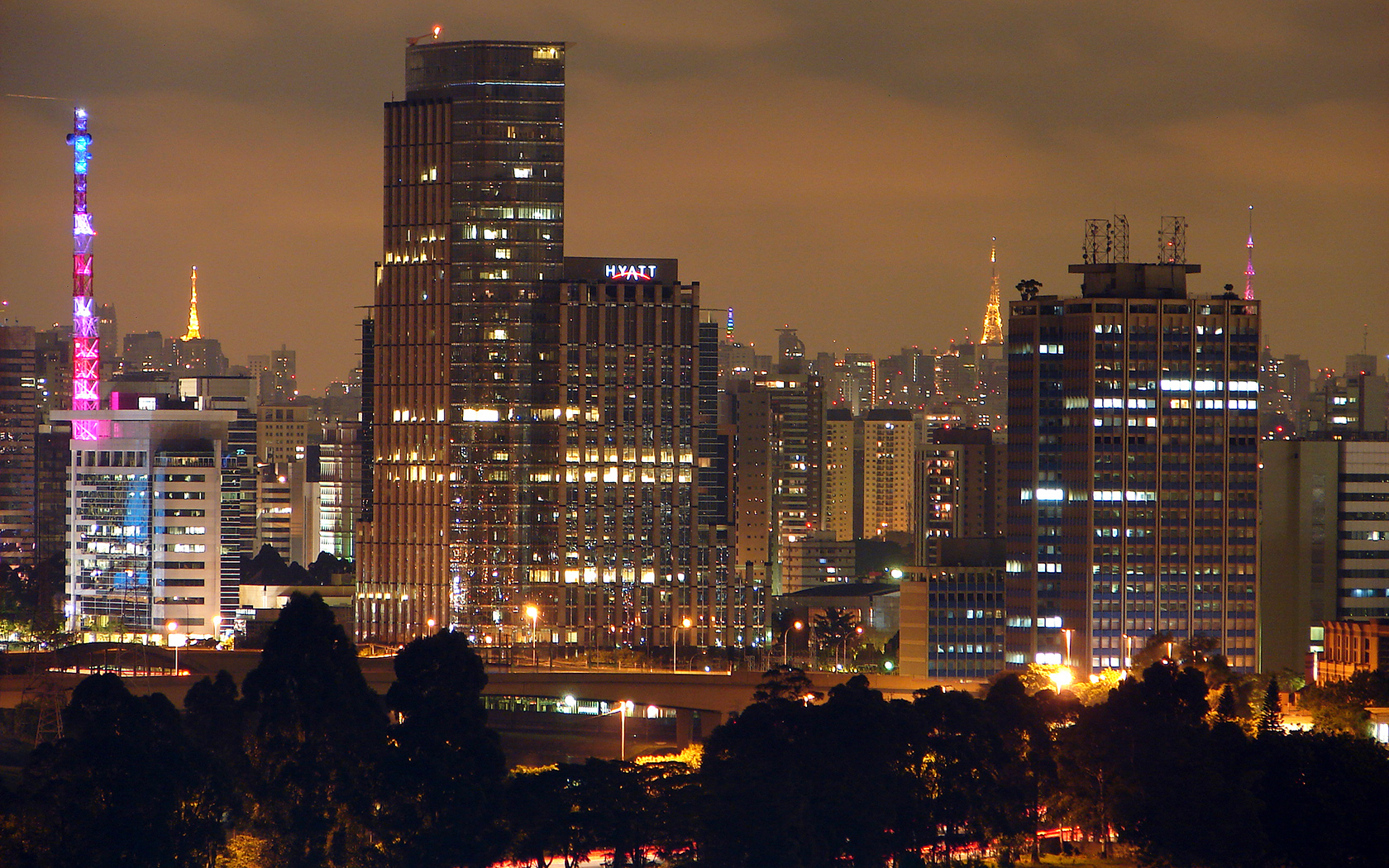
巴西圣保罗是美洲人口最多的城市

按照联合国人口记录，2022年美洲人口为10.52亿，分为：
- 北美洲： 2022年为6.09亿（包括北美地区、中美洲、加勒比地区和美国的夏威夷州）
- 南美洲： 2022年为4.43亿

按照人口排行，美洲最大的城市是巴西圣保罗，第二名是墨西哥的墨西哥城，第三名是美国纽约。

### 种族
- 玻利维亚、秘鲁、危地马拉、厄瓜多尔系印加人和玛雅人的故地，最大族群为印第安人；

多米尼加共和国黑白混血种人占多数；
- 其余的美洲国家皆以印第安-欧洲混血种人（梅斯蒂索人）为主。

一些美洲名人的种族成分：
- 胡亚雷斯（华雷斯）：美洲原住民
- 迪亚斯（墨西哥独裁者）：印欧混血种人
- 巴蒂斯塔（古巴独裁者）：黑白混血种人
- 乔布斯：叙利亚裔阿拉伯人
- 梅内姆（阿根廷前总统）：叙利亚裔阿拉伯人
- 斯利姆（墨西哥富豪）：黎巴嫩裔阿拉伯人
- 賈伯斯：敘利亞裔阿拉伯人
- 罗塞芙：保加利亚裔白人
- 老虎伍兹：亚非混血种人（父非裔美国人、母泰国移民[13]）

### 语言

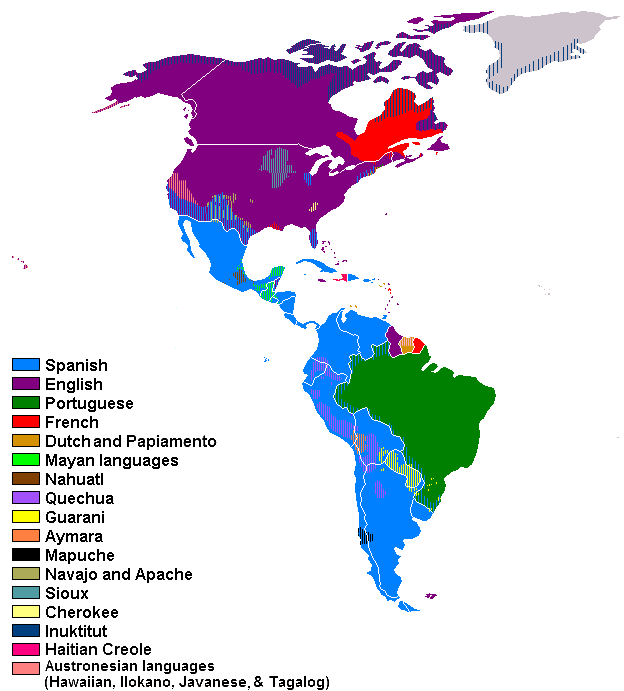
美洲语言

美洲人口使用多种语言，主要来自欧洲，有些是本土印第安人语言，其它是两类混合。
按使用人口排行，四大主要语言包括：
- 英语：4.44亿人口，主要在加拿大、美国、百慕大、伯利兹、開曼群島、圭亚那、福克兰群島和其它前英屬加勒比海岛嶼，例如巴哈马、牙买加、安地卡及巴布達、聖露西亞、圣文森特和格林纳丁斯、格瑞那達和千里達及托巴哥等國。
- 西班牙语：3.1亿人口，遍布中美洲與南美洲各国（伯利兹、巴西和圭亚那地区除外）。
- 葡萄牙语：1.85亿人口，主要在巴西。[14]
- 法语：1.2亿人口，主要在加拿大魁北克省、美国路易斯安那州南部、海地、法屬聖馬丁、瓜德罗普、馬提尼克和法屬圭亞那等地。

### 宗教
最普遍的宗教信仰为：
- 基督宗教：北美洲 85%； 南美洲 93%[15]，主要分为
  - 天主教: 墨西哥 88%[16][17]，巴西 74% （1.82亿人，是全球最大的天主教群体）[18]，美国 24%[19]，加拿大 40%以上[20]
  - 新教：美国 50%，加拿大 25%以上，正逐渐扩传入拉丁美洲[21]
  - 東正教：美國 1%，加拿大 3%
- 犹太教：美国 2.5%，加拿大 1.2%[22]，拉丁美洲 0.23%，其中阿根廷有最大的20万人的犹太人区。[23]
- 伊斯兰教：加拿大 2%（580,000人）[24], 美国 0.6% （182万人）[19]，墨西哥 0.2% （25万人）[25]。
- 无神论者

其它信仰包括锡克教、佛教、印度教、巴哈伊信仰以及各种美洲原住民宗教。

## 参看
- 盎格鲁美洲
- 拉丁美洲
- 美洲原住民
- 新世界
- 新大陸